# 布加勒斯特东12点8分
布加勒斯特东12点8分是一部罗马尼亚电影。该片由柯內流·波蘭波宇执导，2006年上映于，該電影在第59届戛纳电影节上获得金攝影機獎。电影背景设在一座罗马尼亚小镇，主角是一群回顾1989年羅馬尼亞革命的小镇居民。该片的完片名指的是故事发生的地点和尼古拉·齐奥塞斯库在革命爆发后逃跑的时间——1989年12月22日12:08。